# Japanese Hell
Japanese Hell (jap. 地獄, Jigoku) ist ein japanischer Horrorfilm von Regisseur Teruo Ishii aus dem Jahr 1999. Der B-Film, den der Regisseur im fortgeschrittenen Alter und kurz vor seinem Tod nach fast 20-jähriger künstlerischer Pause inszenierte, ist die zweite Neuverfilmung des 1960 entstandenen Splatterfilms Jigoku unter der Regie von Nobuo Nakagawa, sowie des 1970 entstandenen gleichnamigen Filmes von Tatsumi Kumashiro und handelt von der buddhistischen Hölle: Jigoku.
In Deutschland wurde Japanese Hell im Dezember 2005 durch Cult Movies Entertainment auf DVD veröffentlicht. Im April 2006 wurde diese Veröffentlichung allerdings indiziert. Die Verbreitung des Films wurde später verboten, da der Film nach § 131 StGB bundesweit beschlagnahmt wurde. Die Beschlagnahme betrifft die ungekürzte Fassung auf diversen Medien.

## Handlung
Die Fürstin der Hölle, Enma, beklagt den allgemeinen Moral- und Sittenverfall, sowie den nicht zu bändigen Ansturm der Sünder in ihr „Königreich der verlorenen Seelen“. Daher beschließt sie fortan unablässig in ihrem Reich zu foltern, sowie die Öffentlichkeit davon in Kenntnis zu setzen – in der Hoffnung, die Leute so zur Vernunft zu bringen. Die Schülerin Rika wird eines Tages von der älteren Herrscherin als Botschafterin der Menschheit auserkoren, sich die Hölle anzusehen und den Sündern der Welt vom Martyrium des jenseitigen Lebens zu berichten. Ihre detaillierten Berichte sollen die Erdbevölkerung in ihrer Tugend bestärken.
Die Auserwählte steigt mit einer Begleiterin Enmas, Maku, in die Unterwelt hinab, wo ihr exemplarisch zwei Anschauungsbeispiele vor Augen geführt werden. Zunächst wird ihr das irdische perverse Treiben eines mehrfachen Kindermörders gezeigt sowie dessen gerechte Bestrafung im Jenseits. Mit eigenen Augen wird die attraktive Rika Zeugin, wie der Mörder von Höllendämonen auf brutalste Art und Weise gefoltert und drangsaliert wird. Dem „Opfer“ werden die Gliedmaßen abgesägt und danach wieder zusammengeführt, bevor sich der Vorgang in einer immer wiederkehrenden Pein wiederholt.
Nachdem Rika kurz das Bewusstsein verliert, gewährt die Fürstin ihr einen Blick in ihre Zukunft, deren Verlauf sie aber noch zu ändern vermag, wenn sie sich dazu entschließt, den Pfad des Bösen zu verlassen. Rika schließt sich der grausamen und skrupellosen Sekte „Ultimative Wahrheit“ an, die von einem gottgleichen blinden Sektenführer geleitet wird. Nach einem tödlichen Sarin-Anschlag auf eine japanische U-Bahn mit mehreren Toten landen die Sektenmitglieder mitsamt dem Führer in der Hölle, wo sie für ihre Gräueltat verbrannt, gehäutet oder zerstückelt werden. Die entsetzte Rika wünscht sich wieder auf die Erdoberfläche, wohin sie Maku begleitet. Unterwegs treffen sie einen weißgekleideten mysteriösen Ninja, der mehrere Kreaturen der Unterwelt scheinbar grundlos mit seinem Katana niedermetzelt und wieder spurlos verschwindet.
Zurück auf der Erdoberfläche mahnt die Fürstin der Hölle die junge Frau zur Besonnenheit und bittet sie inständig, ihre „Erfahrungen“ mit anderen zu teilen.